# Тішеуць
Тішеуць, Тішеуці (рум. Tișăuți) — село у повіті Сучава в Румунії. Входить до складу комуни Іпотешть.
Село розташоване на відстані 354 км на північ від Бухареста, 5 км на південний схід від Сучави, 109 км на північний захід від Ясс.

## Населення
За даними перепису населення 2002 року у селі проживали 816 осіб, усі — румуни. Усі жителі села рідною мовою назвали румунську.